# Hiroshima Sky (Is Always Blue)
Hiroshima Sky (Is Always Blue) è un brano musicale scritto da Yōko Ono e pubblicato in occasione del 50º anniversario dello scoppio della bomba atomica su Hiroshima.
Alla registrazione del brano hanno partecipato anche Paul McCartney, Linda Eastman, James McCartney e Sean Lennon.

## Storia
La canzone fu registrata in una sessione segreta del 28 gennaio 1995, quando Yōko Ono e suo figlio Sean fecero visita a Paul McCartney. L'ex Beatle mostrò loro il suo studio privato e suggerì di incidere un brano insieme, quindi Yōko Ono propose una sua canzone, Hiroshima Sky (Is Always Blue) appunto.

### Formazione
- Paul McCartney - Contrabbasso
- Linda Eastman - Tastiera
- James McCartney - Chitarra
- Sean Lennon - Clavicembalo (Lo stesso usato dal padre per l'incisione di "Julia", brano del White Album.)
- Yōko Ono - Voce